# موزه یادبود صلح هیروشیما
۳۴°۲۳′۳۰″ شمالی ۱۳۲°۲۷′۰۷″ شرقی / ۳۴٫۳۹۱۶۷°شمالی ۱۳۲٫۴۵۱۹۴°شرقی

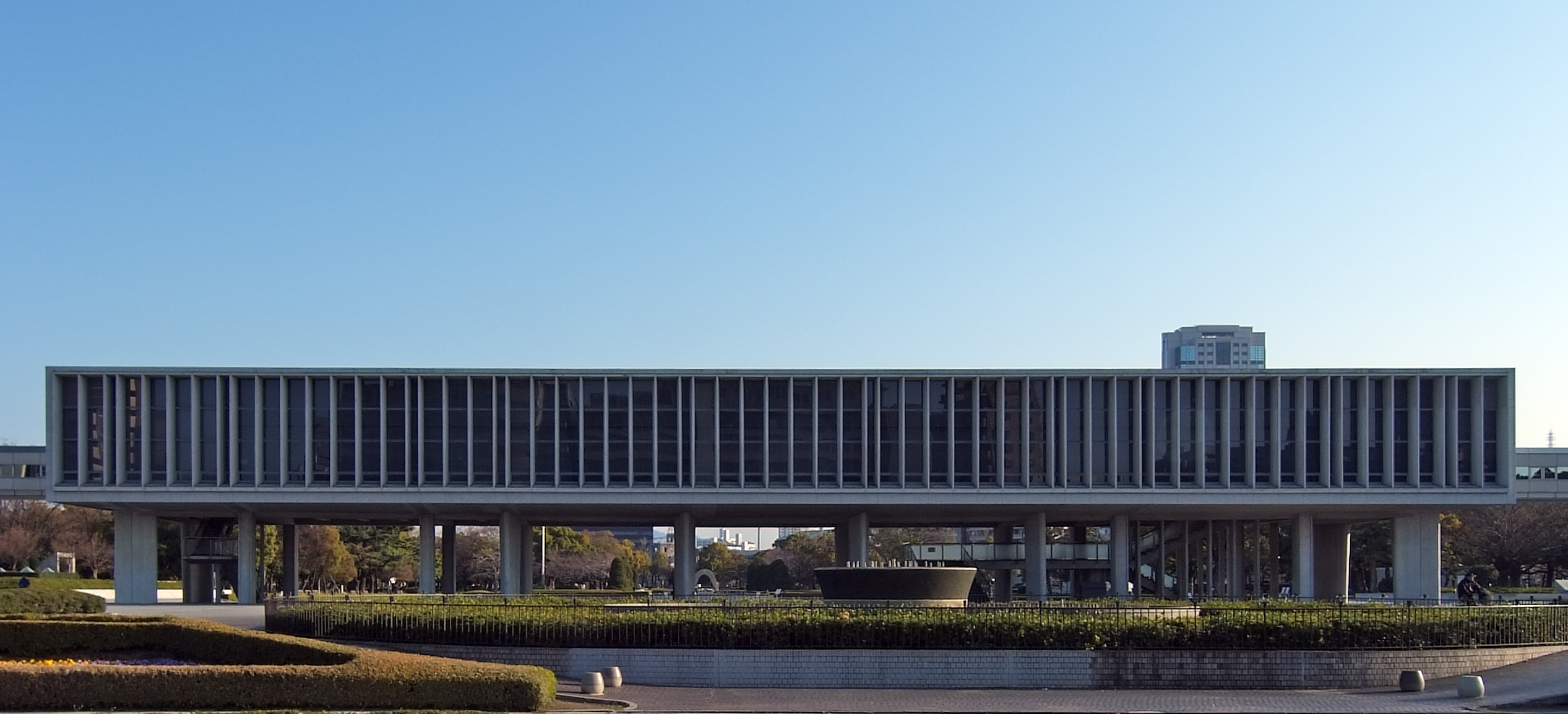
موزه یادبود صلح هیروشیما

موزه یادبود صلح هیروشیما موزه‌ای است که در پارک یادبود صلح هیروشیما، در مرکز هیروشیما، ژاپن واقع شده و به مستندسازی بمباران اتمی هیروشیما در جنگ جهانی دوم اختصاص یافته‌است.

## پیشینه
این موزه در اوت ۱۹۵۵ با تالار یادبود صلح هیروشیما (مرکز کنفرانس بین‌المللی فعلی هیروشیما) تأسیس شد.
این مکان محبوب‌ترین مقصد هیروشیما برای سفرهای میدانی مدارس از سراسر ژاپن و برای بازدید کنندگان بین‌المللی است. ۵۳ میلیون نفر از زمان افتتاح موزه در سال ۱۹۵۵ تا ۲۰۰۵ از این موزه بازدید کرده‌اند، به‌طور متوسط بیش از یک میلیون بازدید کننده در سال دارد.

## کاربری و محتوای موزه

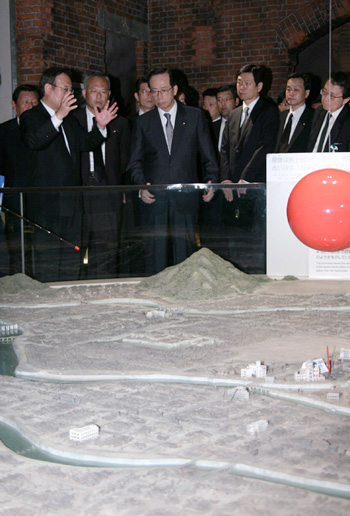
سران کشور ژاپن در موزه یادبود صلح هیروشیما

مقدمه ای در راهنمای انگلیسی موزه یادبود صلح هیروشیما وجود دارد:موزه یادبود صلح وسایل به جا مانده از قربانیان، عکس‌ها و سایر مواد انتقال دهنده وحشت آن واقعه را جمع‌آوری و به نمایش می‌گذارد، با نمایشگاه‌هایی که هیروشیما را قبل و بعد از بمباران ها و سایر مواردی که وضعیت فعلی عصر هسته ای را نشان می‌دهند، توصیف می‌کند. هر یک از موارد به نمایش درآمده، اندوه، عصبانیت یا درد افراد واقعی را نشان می‌دهد. آرزوی بزرگ هیروشیما که اکنون از فاجعه بمب A نجات یافته‌است، از بین بردن تمام سلاح‌های هسته ای جهان و تحقق یک جامعه بین‌المللی صلح آمیز است.

## بازسازی
برای راهکارهای آموزشی بهتر، موزه در سال ۱۹۹۴ بازسازی شد و اکنون به دو بخش تقسیم شده‌است. قسمت شرقی - که جدیداً اضافه شده - تاریخچه شهر هیروشیما قبل از بمب، توسعه و تصمیم‌گیری برای انداختن بمب، زندگی شهروندان هیروشیما در طول جنگ جهانی دوم و پس از بمباران را توضیح می‌دهد و با اطلاعات مربوط به دوران هسته ای در این بخش مدلی وجود دارد که خسارت وارده به شهر را نشان می‌دهد. نامه‌های مهمی در این قسمت وجود دارد که بین دانشمندان و رهبران برجسته آن دوران رد و بدل شده‌است که در مورد توسعه اتمی و نتیجه پیش‌بینی شده استفاده از آن صحبت کرده‌اند.
قسمت غربی، که بخشی از موزه قدیمی بوده، بر آسیب بمب تمرکز دارد. این بخش شامل شواهد مادی است که لباس، ساعت، مو و سایر وسایل شخصی را که قربانیان بمب پوشیده بودند را به نمایش گذاشته‌اند. بخشی به خسارت ناشی از اشعه‌های گرما و بررسی اثر آن بر روی چوب، سنگ، فلز، شیشه و گوشت از گرما رخ داده‌است، می‌پردازد. خسارت ناشی از انفجار، با تمرکز بر تخریب ناشی از شوک‌های بعدی انفجار، و خسارت ناشی از تابش که به تفصیل در مورد اثرات بهداشتی بر انسان وارد شده‌است.
بازسازی اساسی این موزه در سال ۲۰۱۴ آغاز شد. قسمت شرقی در آوریل ۲۰۱۷ بازگشایی شد، نمایشگرهایی برای تعامل بیشتر بازدید کننده با حادثه گذاشته شده و نسخه جدیدی از شهر را جایگزین شهر هنگام حادثه می‌کنند برای نمایش میزان اثرات انفجار بمب در هیروشیما. هنگامی که قسمت شرقی بازگشایی شد، سالن اصلی به دلیل مقاوم‌سازی در برابر زلزله تا ۲۵ آوریل ۲۰۱۹ بسته شد.

## نگارخانه

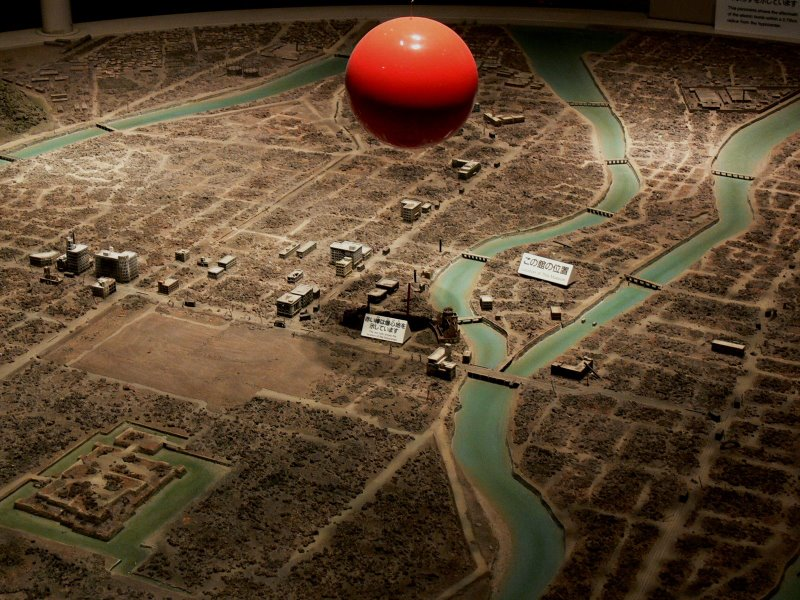
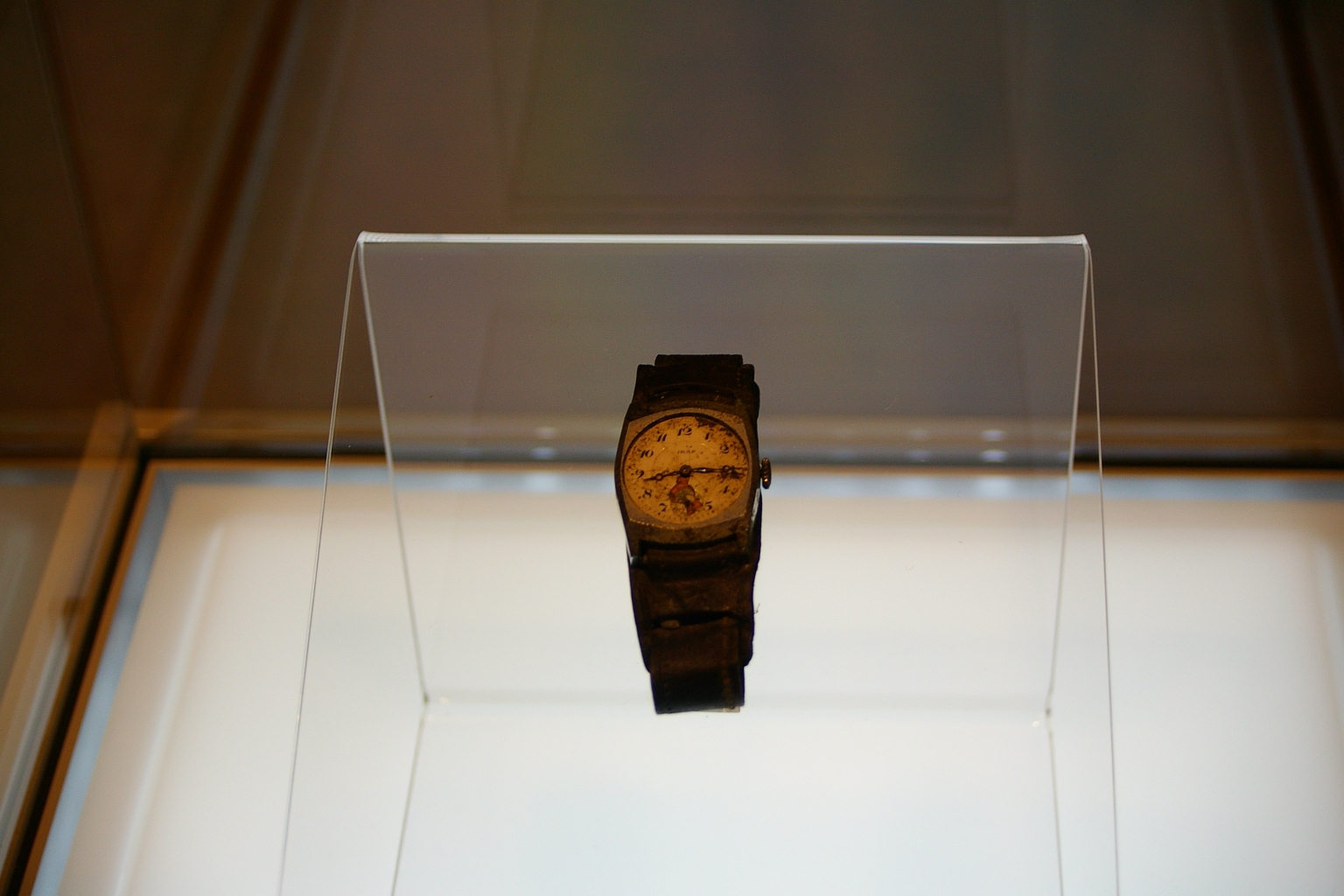
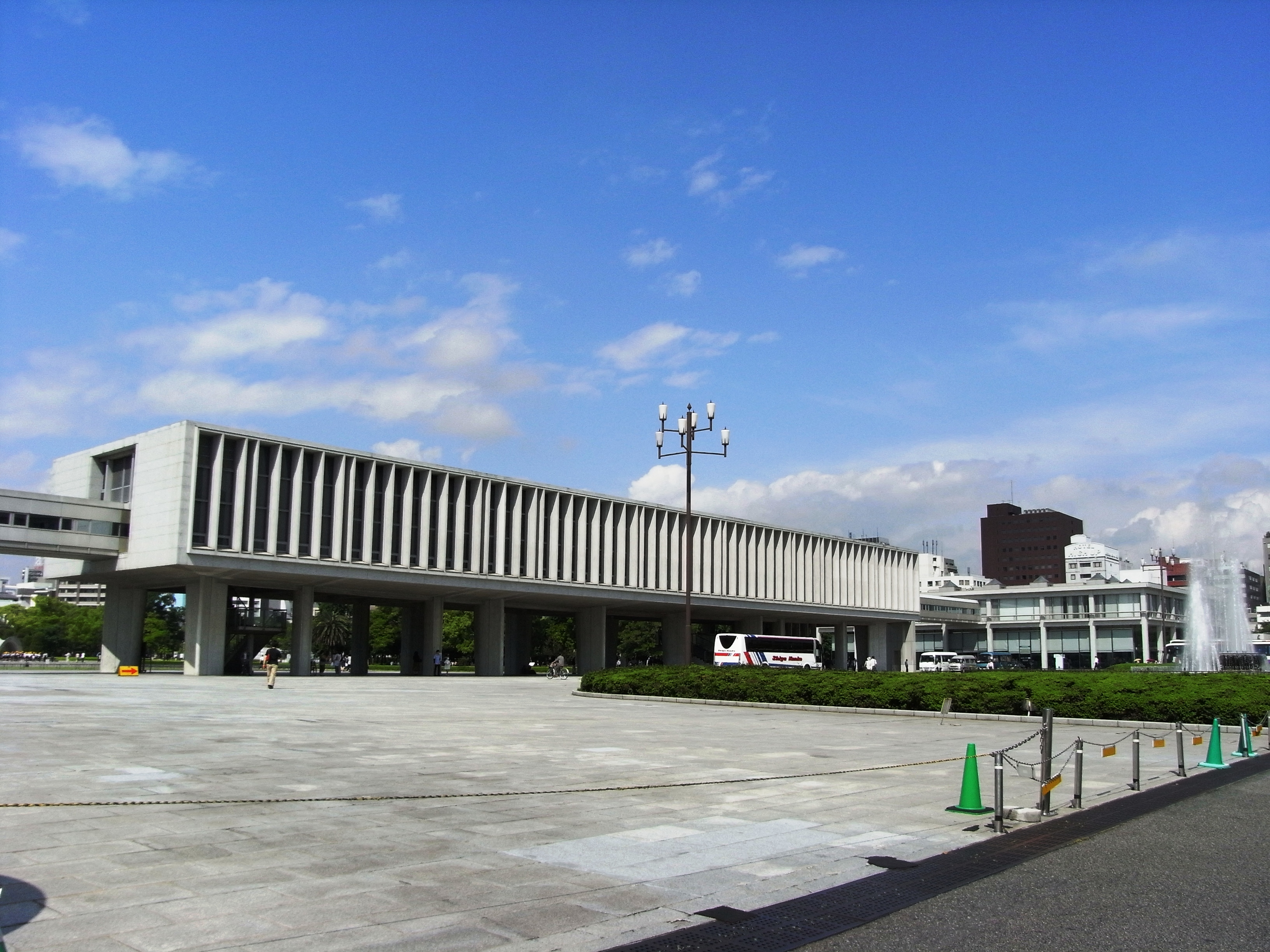
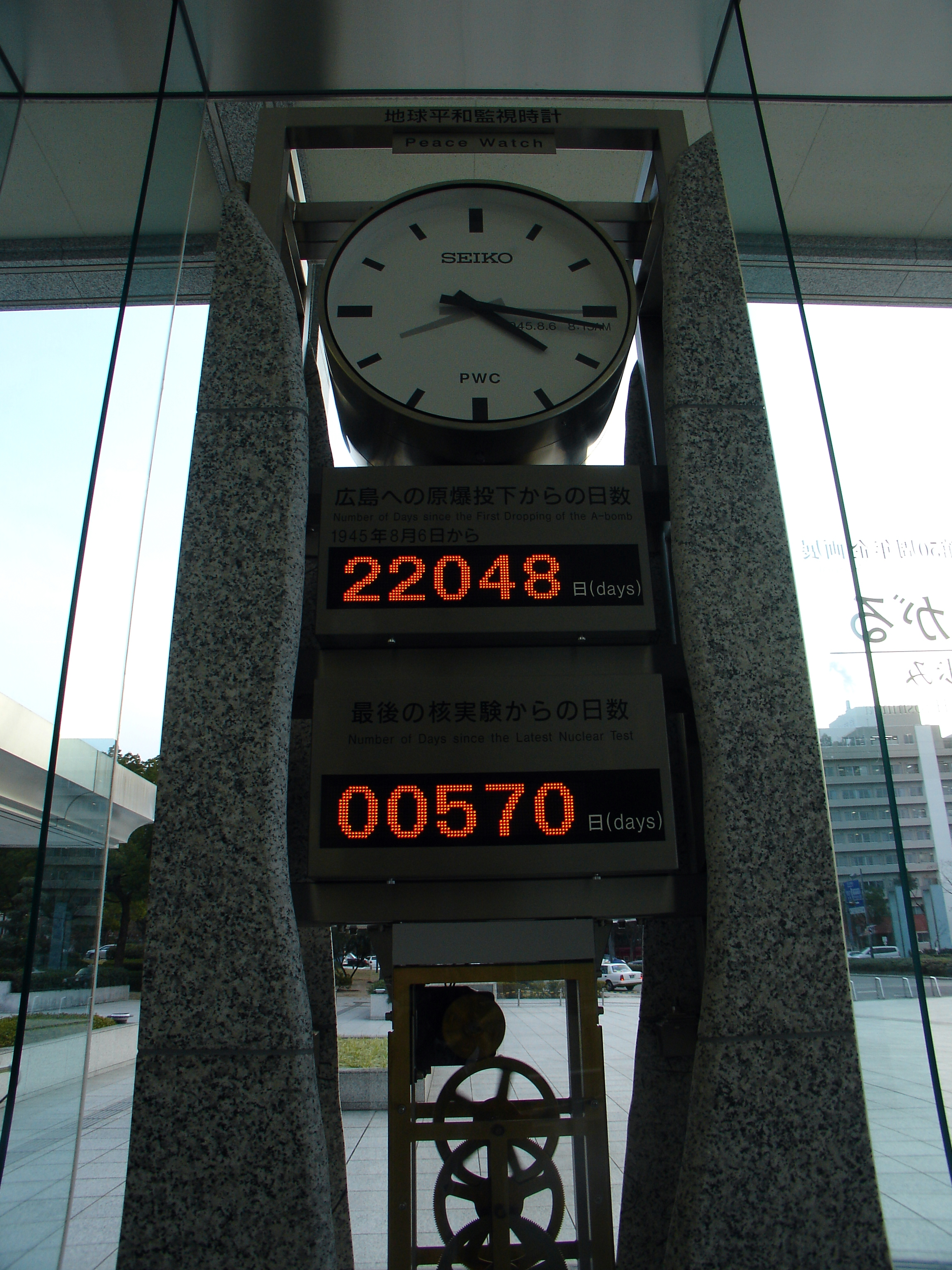